# 2002 en santé et médecine
| Années de la santé et de la médecine : 1999 - 2000 - 2001 - 2002 - 2003 - 2004 - 2005    |
| Décennies de la santé et de la médecine : 1970 - 1980 - 1990 - 2000 - 2010 - 2020 - 2030 |

Cet article présente les faits marquants de l'année 2002 en santé et médecine.

## Prix
- Prix Nobel de physiologie ou médecine : Sydney Brenner, H. Robert Horvitz et John E. Sulston.
- Els Goulmy (née en 1946) obtient le prix Spinoza[1].

## Décès
- 2 février : Max Ferdinand Perutz (né en 1914), prix Nobel de chimie en 1962) pour ses études des structures des protéines globulaires.
- 24 mars : César Milstein (né en 1927), prix Nobel de médecine en 1984).
- 20 juin : Erwin Chargaff (né en 1905), biochimiste australien naturalisé américain, auteur des règles de Chargaff.

Sans date
- Pierre Petit (né en 1905), pionnier de la chirurgie infantile moderne[2].